# Волово (Московская область)
Воло́во — деревня в Шатурском муниципальном районе Московской области, в составе сельского поселения Пышлицкое. Расположена в юго-восточной части Московской области в 3 км к западу от озера Дубового. Население — 131 чел. (2010). Деревня известна с 1620 года. Входит в культурно-историческую местность Ялмать.

## Название
В письменных источниках деревня упоминается как Валово (Валова) или Волово (Волова).
Существует несколько версий происхождения названия деревни. Название может быть связано с некалендарным личным именем Вол. По другой версии деревня получила название от воловьих дворов, которые могли располагаться в этой местности в XV—XVI веках. По третьей версии в основе названия деревни лежит не вол, а корень вал — тот же, что и в слове валить (лес). Деревня находится рядом с лесом, возможно, на расчищенном от леса поле.

## Физико-географическая характеристика

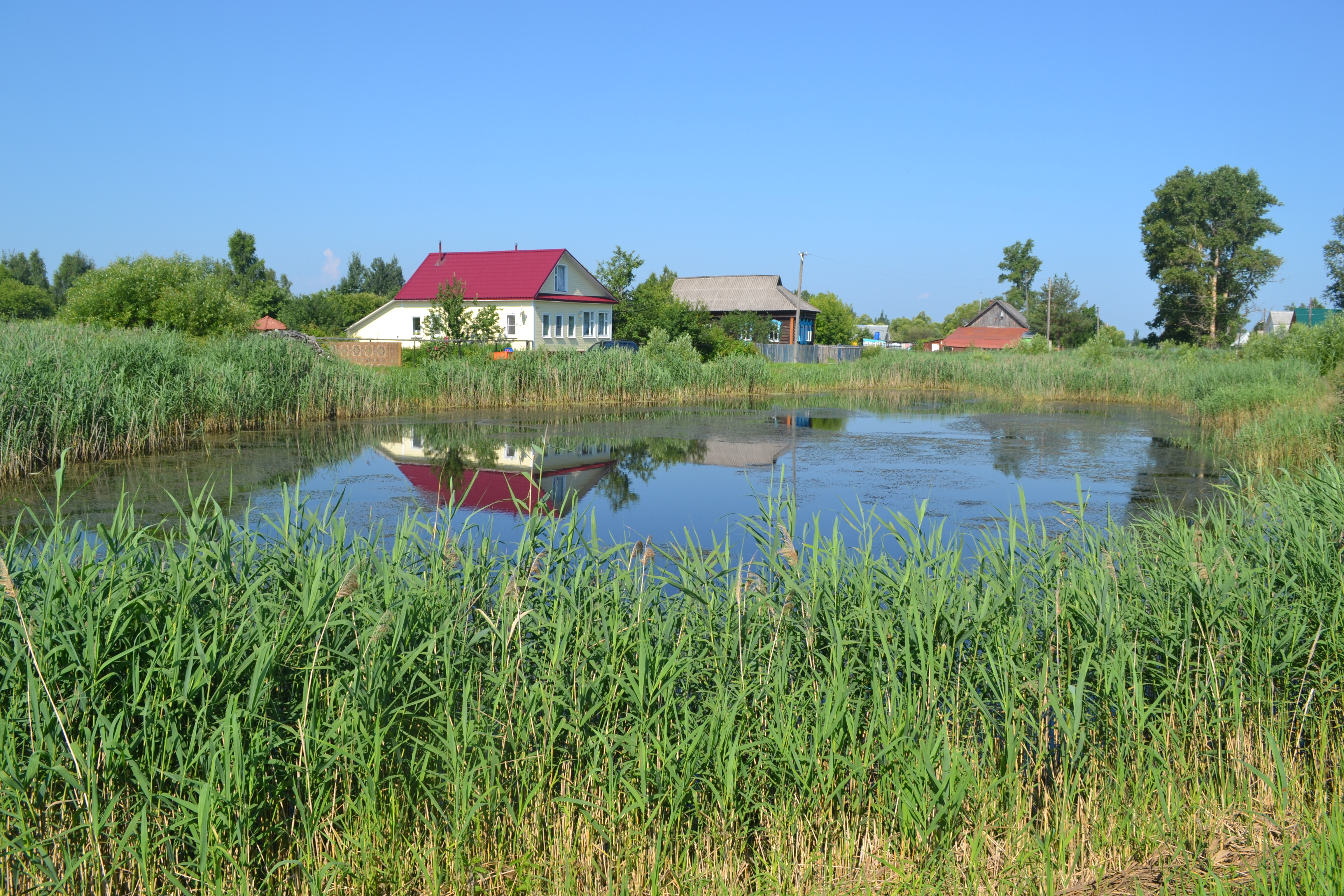
Пруд в деревне Волово

Деревня расположена в пределах Мещёрской низменности, относящейся к Восточно-Европейской равнине, на высоте 124 м над уровнем моря. Рельеф местности равнинный. Со всех сторон деревня, как и большинство соседних селений, окружена полями. В 1,5 км к северу от деревни протекает ручей Ганинская речка. В 3 км к востоку от деревни расположено озеро Дубовое.
По автомобильной дороге расстояние до МКАД составляет около 171 км, до районного центра, города Шатуры, — 61 км, до ближайшего города Спас-Клепики Рязанской области — 26 км, до границы с Рязанской областью — 10 км. Ближайший населённый пункт — деревня Лека, расположенная в 1 км к востоку от Волово.
Деревня находится в зоне умеренно континентального климата с относительно холодной зимой и умеренно тёплым, а иногда и жарким, летом. В окрестностях деревни распространены торфяно-болотные и дерново-подзолистые почвы с преобладанием суглинков и глин.
В деревне, как и на всей территории Московской области, действует московское время.

## История

### С XVII века до 1861 года
В XVII веке деревня Волово входила в Шеинскую кромину волости Муромское сельцо Владимирского уезда Замосковного края Московского царства. Деревня была поделена на две половины, которые принадлежали братьям Чеглоковым — Василию и Селиверсту Александровичам.
В писцовой книге Владимирского уезда 1637—1648 гг. Волово описывается как деревня на суходоле с пахотными землями среднего качества и сенокосными угодьями. Селиверст Александрович получил поместье своего отца в 7140 (1631/1632) году. В его половине деревни было 3 двора:

Да в Шеинской кромине полдеревни Валова на суходоле, а другая половина той деревни в поместье ж за братом его за Василием Чеглоковым. А в ней на его половину во дворе крестьянин Дорофейко Кондратьев да племянники его Герасимко, да Сысойко, да Кондрашко Лукьяновы дети. Да бобылей во дворе Климко, прозвище Девятко, Иванов да дети его Пронька да Сенька, да племянник его Андрюшка Васильев. Во дворе Лукашко Остафьев сын Богданов. Пашни паханые, середние земли и с тем, что на Бунькове и на Копанице девятнадцать четвертей с осьминою, да лесом поросло две четверти в поле, а в дву по тому ж; сена около поль десять копен
Василию Александровичу своё прожиточное поместье сдала его тетя, вдова Арина Чеглокова, в 7147 (1638/1639) году. У Василия Чеглокова было тоже 3 двора:

Да в Шеинской кромине полдеревни Валова на суходоле, а другая половина той деревни в поместье ж за братом его за Селиверстом Чеглоковым. А в ней на его половину во дворе крестьянин Внифонтейко Васильев сын Земцов да брат его Савка. Во дворе бобыль Федька Лукин да братья его Микитка да Ивашко. Двор пуст бобыля Осипка Васильева сына Земцова, бежал безвестно во 145 году. Пашни паханые, середние земли и с тем, что на Буткове, тож на Копонище, девятнадцать четвертей с осьминою, да лесом поросло две четверти в поле, а в дву по тому ж; сена около поль десять копен

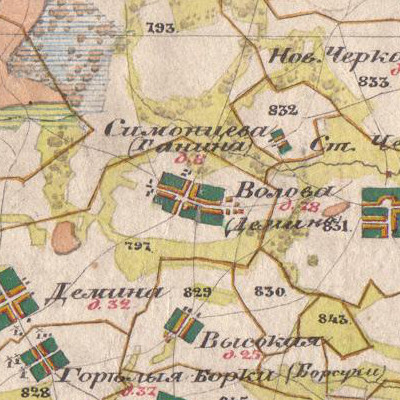
Деревня Волово на карте 1850 года

В результате губернской реформы 1708 года деревня оказалась в составе Московской губернии. После образования в 1719 году провинций деревня вошла во Владимирскую провинцию, а с 1727 года — во вновь восстановленный Владимирский уезд.
В 1778 году образовано Рязанское наместничество (с 1796 года — губерния). Впоследствии вплоть до начала XX века Волово входило в Егорьевский уезд Рязанской губернии.
В Экономических примечаниях к планам Генерального межевания, работа над которыми проводилась в 1771—1781 гг., деревня описана следующим образом:

Деревня Волово и Демино Аграфены Григорьевны дочери Козодавлевой, жены Осипа Петровича Козодавлева (58 дворов, 201 мужчина, 155 женщин). На суходоле, земля иловатая, хлеб и покосы средственны, лес дровяной, крестьяне на оброке
В последней четверти XVIII века — начале XIX века деревня принадлежала статскому советнику и кавалеру Осипу Петровичу Козодавлеву.
В Отечественной войне 1812 года погибли пять жителей деревни — ополченцы Иванов Яков Павлович, 18 лет, Никитин Василий Степанович, 19 лет, Андреев Абрам Михайлович, 24 лет, Андреев Антон 55 лет, Михайлов Василий, 30 лет.
По данным X ревизии 1858 года, деревня принадлежала княгине Елизавете Андреевне Дашковой (урождённой Горчаковой), жене Василия Андреевича Дашкова.
По сведениям 1859 года Волово — владельческая деревня 1-го стана Егорьевского уезда по левую сторону Касимовского тракта, при колодцах.
На момент отмены крепостного права владелицей деревни была помещица Дашкова.

### 1861—1917
После реформы 1861 года из крестьян деревни было образовано одно сельское общество, которое вошло в состав Лекинской волости.
Согласно Памятной книжке Рязанской губернии на 1868 год в деревне имелись две ветряные мельницы и маслобойня.
В 1885 году был собран статистический материал об экономическом положении селений и общин Егорьевского уезда. В деревне было общинное землевладение. Земля была поделена по работникам. Практиковались переделы мирской земли — пашня и большая часть лугов делились каждые 5-7 лет. Часть лугов делились ежегодно. В общине был только дровяной лес, который рубили ежегодно и делили возами — по 2-3 воза на работника. Однако своего леса для отопления не хватало, поэтому крестьянам приходилось покупать дрова. Надельная земля состояла из 3-х участков, из которых один находился в Касимовском уезде. Дальние полосы отстояли от деревни на 7 вёрст. Пашня была разделена на 30 участков. Длина душевых полос от 10 до 100 сажень, а ширина от 1,5 до 3 аршин. Земли не хватало, и 118 домохозяев совместно с крестьянами деревень Дёмино, Горелово и Якушевичи арендовали пашню и луга у государственных крестьян сёл Мервино и Борки Рязанского уезда.
Почвы были супесчаные и суглинистые, пашни — бугроватые. Луга в основном болотистые. Прогоны были неудобные. В наделе была глина, которой однако не пользовались. В деревне было несколько прудов и у каждого двора колодцы с хорошей и постоянной водой, только в некоторых вода была красноватого цвета. Своего хлеба не хватало, поэтому его покупали в селе Спас-Клепиках, а иногда в Дмитровском Погосте. Сажали рожь, овёс, гречиху и картофель. У крестьян было 90 лошадей, 203 коровы, 540 овец, 110 свиней, а также 5 колодок пчёл, плодовых деревьев не было. Избы строили деревянные, крыли деревом и железом, топили по-белому.
Деревня входила в приход села Шеино (Казанское). Ближайшая школа находилась в деревне Леке. В самой деревне имелись две мельницы и две маслобойни. Главным местным промыслом среди женщин было вязание сетей для рыбной ловли. Мужчины в большинстве занимались отхожими промыслами, местный заработок имели колесник, портной, помощник управляющего, два сторожа и работник на маслобойне. На заработки уходили 158 мужчин, из них 157 плотников и 1 торговец. Работали преимущественно в Москве и Московской губернии (более 100 человек), а также в Ростове-на-Дону, Туле, Самарской, Саратовской, Воронежской губернии и в других местах.
По данным 1905 года в деревне имелась земская школа, три ветряные мельницы, одна конная и одна паровая маслобойня, а также одна шерсточесалка. Ближайшее почтовое отделение и земская лечебница находились в селе Архангельском.
Уроженец деревни Бузин Василий Васильевич был матросом 2-й статьи на броненосце «Потёмкин» и участвовал в восстании на броненосце. После сдачи броненосца остался в Румынии, а затем эмигрировал в Америку.

### 1917—1991
В 1919 году деревня Волово в составе Лекинской волости была передана из Егорьевского уезда во вновь образованный Спас-Клепиковский район Рязанской губернии. В 1921 году Спас-Клепиковский район был преобразован в Спас-Клепиковский уезд, который в 1924 году был упразднён. После упразднения Спас-Клепиковского уезда деревня передана в Рязанский уезд Рязанской губернии. В 1925 году произошло укрупнение волостей, в результате которого деревня оказалась в укрупнённой Архангельской волости. В ходе реформы административно-территориального деления СССР в 1929 году деревня вошла в состав Дмитровского района Орехово-Зуевского округа Московской области. В 1930 году округа были упразднены, а Дмитровский район переименован в Коробовский.
В 1930 году деревня Волово входила в Воловский сельсовет Коробовского района Московской области.
В начале 30-х годов в деревне был организован колхоз «Новая жизнь», впоследствии «За высокий урожай». Известные председатели колхоза: Блохин Иван Иванович (1933—1934 гг.), Хнаев (с декабря 1934 год), Блохин И. И. (1935—1936 гг.), Басов (1942 год), Рыков И. (1946—1950), Гуреев Ф. М. (с 30 июля 1950 год).
В 1930—1960-х гг. дети из деревни Волово посещали начальную школу, расположенную в самой деревне
В конце 1930-х годов жертвами политических репрессий стали семь жителей деревни: Воронин Александр Семенович, Голов Илья Парамонович, Долгов Василий Дмитриевич, Долгова Александра Георгиевна, Долгова Анна Васильевна, Долгова Антонина Васильевна, Долгова Татьяна Андреевна.
В 1939 году Воловский сельсовет был упразднён, деревня Волово передана Лекинскому сельсовету.
Во время Великой Отечественной войны в армию были призваны 73 жителя деревни. Из них 27 человек погибли, 33 пропали без вести. Четверо уроженцев деревни были награждены боевыми орденами и медалями:
- Воронин Андрей Васильевич (1912 г.р.) — призван в 1941 году, служил в 39-й отдельной электротехнической роте, демобилизован по ранению в 1945 году в звании младшего сержанта, был награждён орденом Отечественной войны I степени, орденом Славы III степени, медалями «За отвагу», «За боевые заслуги», «За оборону Москвы» и «За победу над Германией»;
- Гуреев Александр Иванович (1922 г.р.) — призван в 1941 году, служил в 169-м стрелковом полку 1-й гвардейской мотострелковой дивизии, демобилизован в 1946 году в звании гвардии сержанта, был награждён орденом Отечественной войны I степени, орденом Красной Звезды, двумя медалями «За отвагу», медалями «За оборону Москвы», «За взятие Кёнигсберга» и «За победу над Германией»;
- Никитин Василий Сергеевич (1922 г.р.) — призван в 1941 году, служил в 70-м отдельном пулемётном батальоне, демобилизован в 1945 году в звании ефрейтора, был награждён медалями «За боевые заслуги» и «За победу над Японией»;
- Фуркин Иван Фролович (1907 г.р.) — призван в 1941 году, служил в звании красноармейца в 15-м отдельном плотницком батальоне, демобилизован в 1945 году, был награждён орденом Отечественной войны II степени, медалями «За оборону Москвы» и «За победу над Германией»[35].

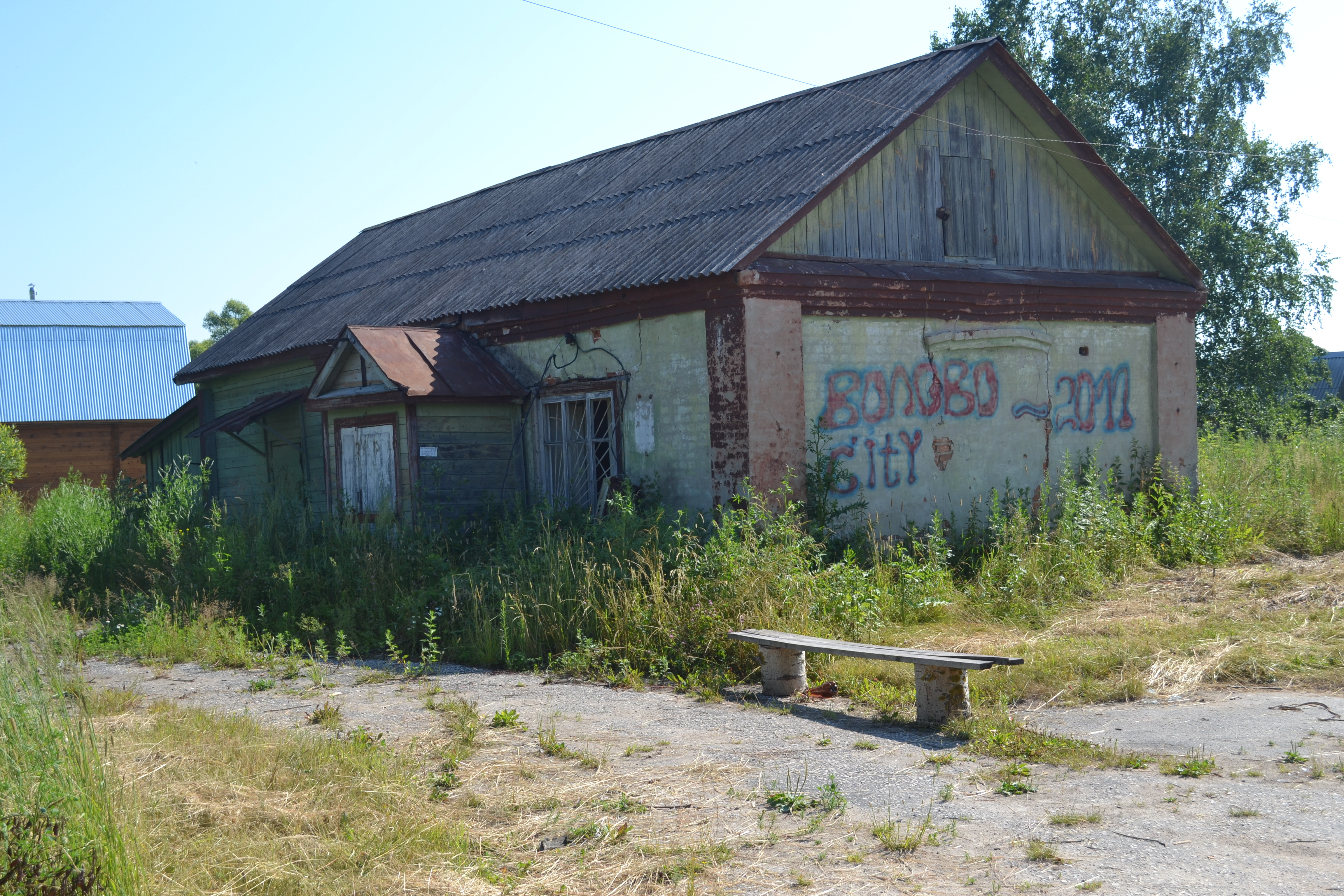
Здание бывшего магазина в деревне

В 1951 году было произведено укрупнение колхозов, в результате которого деревня Волово вошла в колхоз «За высокий урожай», впоследствии в ходе второго укрупнения в 1958 году — в колхоз «40 лет Октября».
3 июня 1959 года Коробовский район был упразднён, Лекинский сельсовет передан Шатурскому району.
В 1960 году был создан совхоз «Пышлицкий», в который вошли все соседние деревни, в том числе Волово.
С конца 1962 года по начало 1965 года Волово входило в Егорьевский укрупнённый сельский район, созданный в ходе неудавшейся реформы административно-территориального деления, после чего деревня в составе Лекинского сельсовета вновь передана в Шатурский район.

### С 1991 года
В 1994 году в соответствии с новым положением о местном самоуправлении в Московской области Лекинский сельсовет был преобразован в Лекинский сельский округ. В 2004 году Лекинский сельский округ был упразднён, а его территория включена в Пышлицкий сельский округ. В 2005 году образовано Пышлицкое сельское поселение, в которое вошла деревня Волово.

## Население
| 1812 | 1858 | 1859 | 1868 | 1885 | 1905 | 1970 |
| ---- | ---- | ---- | ---- | ---- | ---- | ---- |
| 438  | ↗557 | →557 | ↗631 | ↗713 | ↗809 | ↘250 |
| 1993 | 2002 | 2006 | 2010 |      |      |      |
| ↘85  | ↗98  | ↗130 | ↗131 |      |      |      |

Первые сведения о жителях деревни встречаются в писцовой книге Владимирского уезда 1637—1648 гг., в которой учитывалось только податное мужское население (крестьяне и бобыли). В деревне Валова было шесть дворов, в которых проживало 14 мужчин.
В переписях за 1812, 1858 (X ревизия), 1859 и 1868 годы учитывались только крестьяне. Число дворов и жителей: в 1812—438 чел.; в 1850 году — 78 дворов; в 1858 году — 274 муж., 283 жен.; в 1859 году — 83 двора, 274 муж., 283 жен.; в 1868 году — 97 дворов, 310 муж., 321 жен.
В 1885 году был сделан более широкий статистический обзор. В деревне проживало 711 крестьян (122 двора, 337 муж., 374 жен.), из 129 домохозяев 8 не имели своего двора, а у одного было более одной избы. Кроме того, в деревне проживала 1 семья, не приписанная к крестьянскому обществу (2 женщины, имели свой двор). На 1885 год грамотность среди крестьян деревни составляла почти 16 % (113 человек из 711), также 22 мальчика посещали школу.
В 1905 году в деревне проживало 809 человек (121 двор, 386 муж., 423 жен.), в 1970 году — 110 дворов, 250 чел.; в 1993 году — 77 дворов, 85 чел; в 2002 году — 98 чел. (54 муж., 44 жен.).
По результатам переписи населения 2010 года в деревне проживал 131 человек (68 муж., 63 жен.), из которых трудоспособного возраста — 93 человека, старше трудоспособного — 26 человек, моложе трудоспособного — 12 человек.
Деревня входила в область распространения Лекинского говора, описанного академиком А. А. Шахматовым в 1914 году.

## Социальная инфраструктура
Ближайшие предприятия торговли, дом культуры и операционная касса «Сбербанка России» расположены в селе Пышлицы. Ближайшая библиотека — в деревне Лека. Медицинское обслуживание жителей деревни обеспечивают фельдшерско-акушерский пункт в Леке, Пышлицкая амбулатория, Коробовская участковая больница и Шатурская центральная районная больница. Ближайшее отделение скорой медицинской помощи расположено в Дмитровском Погосте. Среднее образование жители деревни получают в Пышлицкой средней общеобразовательной школе.
Пожарную безопасность в деревне обеспечивают пожарные части № 275 (пожарные посты в селе Дмитровский Погост и деревне Евлево) и № 295 (пожарные посты в посёлке санатория «Озеро Белое» и селе Пышлицы).
Деревня электрифицирована, но не газифицирована. Центральное водоснабжение отсутствует, потребность в пресной воде обеспечивается общественными и частными колодцами.
Для захоронения умерших жители деревни, как правило, используют кладбище, расположенное около деревни Погостище. До середины XX века рядом с кладбищем находилась Казанская церковь, в состав прихода которой входила деревня Волово.

## Транспорт и связь
В 1,5 км к востоку от деревни проходит асфальтированная автомобильная дорога общего пользования Дубасово-Пятница-Пестовская, на которой имеется остановочный пункт маршрутных автобусов «Лека». От остановки «Лека» ходят автобусы до города Шатуры и станции Кривандино (маршрут № 27), села Дмитровский Погост и деревни Гришакино (маршрут № 40), а также до города Москвы (маршрут № 327, «Перхурово — Москва (м. Выхино)»). Ближайшая железнодорожная станция Кривандино Казанского направления находится в 50 км по автомобильной дороге.
В деревне доступна сотовая связь (2G и 3G), обеспечиваемая операторами «Билайн», «МегаФон» и «МТС». Ближайшее отделение почтовой связи, обслуживающее жителей деревни, находится в селе Пышлицы.